# Еберхард II фон Валдбург-Зоненберг
Еберхард II фон Валдбург-Зоненберг (на немски: Eberhard II von Waldburg-Sonnenberg; † 22 април 1483) от швабския род Валдбург е от 1479 г. 2. имперски граф на Зоненберг и трушсес на Валдбург. Линията Зоненберг изчезва през 1511 г.
Той е най-големият син на имперски граф Еберхард I фон Валдбург-Зоненберг (1424 – 1479) и съпругата му графиня Кунигунда фон Монфор-Тетнанг († сл. 1463), дъщеря на граф Вилхелм IV фон Монфор-Тетнанг († ок. 1439) и графиня Кунигунда фон Верденберг-Хайлигенберг-Блуденц († 1443). Брат е на Йохан († 1510), от 1483 г. 3. имперски граф на Зоненберг и господар на Волфег, Андреас († 1511, убит от граф Феликс фон Верденберг), от 1510 г. 4. имперски граф на Фридберг и Шеер (1472), и Ото († 1491), епископ на Констанц (1474/1481 – 1491).

## Фамилия
Еберхард II фон Валдбург-Зоненберг се жени на 14/18 януари 1481 г. за графиня Анна фон Фюрстенберг (* 13 май 1467; † ок. 21 януари 1522), дъщеря на Конрад II/V фон Фюрстенберг, ландграф в Баар († 1484) и Кунигунда фон Мач († 1469). Те имат две дъщери:
- Кунигунда фон Валдбург-Зоненберг (1482 – 1538), омъжена 1494 г. за граф Бернхард III фон Еберщайн в Ной-Еберщайн (1459 – 1526)
- Маргарета фон Валдбург-Зоненберг (1483 – 1546), омъжена на 1 май 1498 г. в Констанц, Швейцария за граф Рудолф V фон Зулц ландграф в Клетгау († 1535)

Вдовицата му Анна фон Фюрстенберг се омъжва втори път на 16 ноември 1489 г. за фрайхер Зигмунд II фон Шварценберг († 1529).